# Карс, Софус
Софус Карс (28 марта 1918, Гулен, Согн-ог-Фьюране — 1 июля 1986, Буэнос-Айрес) — норвежский коллаборационист, командир лыжно-егерского батальона СС «Норвегия». После войны осуждён за государственную измену.

## Биография
Карс родился в Бергене, Норвегия, в 1918 году в семье немецкого происхождения. Он присоединился к Национальному единению в 1934 году. И примерно в то же время он также присоединился к организации Хирд (военизированная организация), а с 1936 года к Боевой организации NS. После начала Второй мировой войны он поступил добровольцем на службу в Норвежский легион Ваффен-СС. Летом 1944 года назначен исполняющим обязанности командира Лыжно-егерского батальона СС «Норвегия»
В 2013 году тогдашний корреспондент норвежской ежедневной газеты Dagbladet в Германии сообщил, что «Командир норвежской роты потерпел неудачу и бежал из зоны боевых действий, в то время как многие были убиты или взяты в плен». Карс исчез в начале боя, позже появившись невредимым в тыловых эшелонах, где он в своем собственном отчете выставил себя в положительном свете; таким образом, избежав военного трибунала. Позже он был назначен начальником отряда телохранителей Видкуна Квислинга, известного как Ферргард.
После войны
После войны Карс был арестован и обвинен в государственной измене. Он был признан виновным и приговорен к 10 годам каторжных работ. Он сбежал 3 июля 1947 года вместе с тремя другими заключенными из концентрационного лагеря Эспеланд. Вскоре они присоединились к трем другим бывшим членам СС и отплыли на лодке Solbris в Буэнос-Айрес, Аргентина. К нему присоединились его жена и сын. Он нашел работу электрика, а затем мастера в американской автомобильной компании, до своей смерти 18 ноября 1986 года. Его сын вернулся в Берген в 2005 году, год спустя он умер.